# Milutin Garašanin

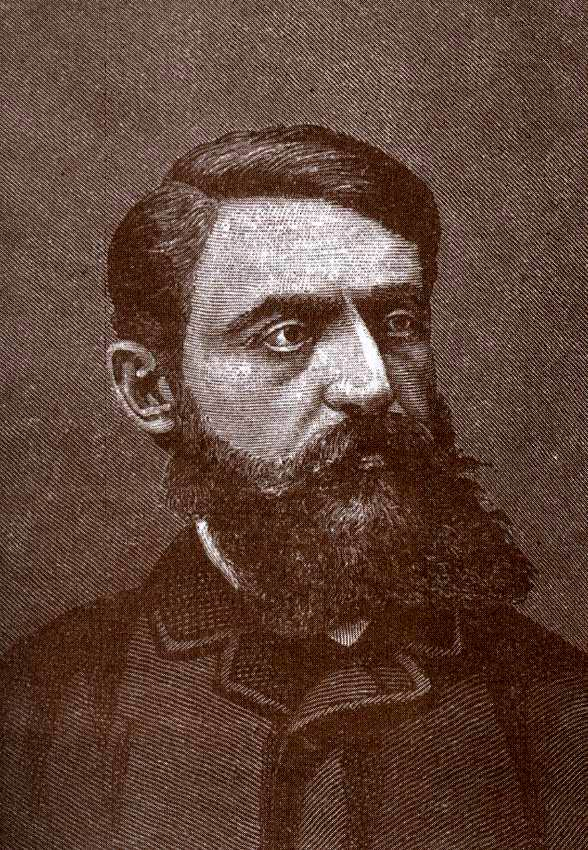
Milutin Garašanin

Milutin Garašanin (serbisch-kyrillisch Милутин Гарашанин; * 22. Februar 1843 in Belgrad, Fürstentum Serbien; † 5. März 1898 in Paris) war ein serbischer Politiker und Diplomat, der unter anderem von 1884 bis 1887 Ministerpräsident des Königreichs Serbien war.

## Leben
Garašanin war der Sohn von Ilija Garašanin, der 1844 mit seinem Werk Načertanije ideologischer Schöpfer Großserbiens sowie zwischen 1852 und 1853 sowie erneut von 1861 bis 1867 Ministerpräsident des Fürstentums Serbien war. Er selbst absolvierte eine Ausbildung zum Offizier der Artillerie in Metz in Frankreich und nahm zwischen 1876 und 1878 am Serbisch-Osmanischen Krieg teil. Während dieser Zeit wurde er Hauptmann und später zum Major befördert, ehe er als Oberst aus dem aktiven Militärdienst ausschied.
Am 2. November 1880 wurde er von Ministerpräsident Milan Piroćanac als Innenminister in dessen Kabinett berufen und bekleidete dieses Ministeramt vom 6. März 1882 bis 3. Oktober 1883, nachdem Piroćanac die erste Regierung des neu proklamierten Königreichs Serbien gebildet hatte. Garašanin, der Mitglied der Serbischen Fortschrittspartei war, war zwischen 1883 und 1884 Gesandter in Österreich-Ungarn und übernahm nach seiner Rückkehr von 19. Februar 1884 von Nikola Hristić von der Konservativen Partei selbst das Amt des Ministerpräsidenten, das er bis zu seiner Ablösung durch Jovan Ristić von der Liberalen Partei am 13. Juni 1887 bekleidete. Zugleich übernahm er anfangs in seiner Regierung das Amt des Außenministers, ehe er dieses im Rahmen einer Kabinettsumbildung am 23. März 1886 an Dragutin Franasović. Er selbst bekleidete vom 23. März 1886 bis zum 13. Juni 1887 in seiner Regierung abermals das Amt des Innenministers.
Später war Garašanin von 1894 bis 1895 Gesandter in Frankreich und anschließend zwischen 1895 und 1896 Präsident der Nationalversammlung.